# سی‌ان‌ان بین‌الملل

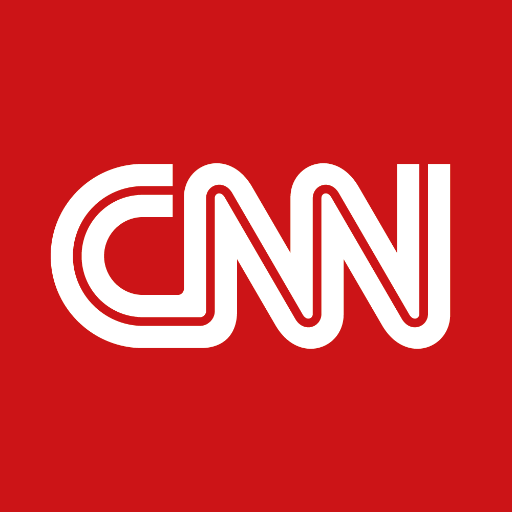
لوگوی شبکه CNN

سی‌ان‌ان بین‌الملل (به انگلیسی: CNN International یا CNNI) شبکهٔ تلویزیونی بین‌المللی است که توسط سی‌ان‌ان گردانده می‌شود. سی‌ان‌ان بین‌الملل به پخش برنامه‌های خبری در سراسر جهان می‌پردازد و با دفاتر خبری ملی و بین‌المللی شبکهٔ مادر، سی‌ان‌ان، همکاری می‌کند. برخلاف خواهرش سی‌ان‌ان که برنامه‌هایش عمدتاً از استودیوهای نیویورک و آتلانتا مخابره می‌شود و با پرداخت هزینهٔ اشتراک فقط در آمریکای شمالی قابل دریافت است، برنامه‌های سی‌ان‌ان بین‌الملل اغلب از استودیوهایی خارج از آمریکا، چون لندن، هنگ کنگ، بمبیی، و ابوظبی مخابره می‌شود و به طرق مختلف در سراسر جهان قابل مشاهده است. حتی در برخی کشورها، سیگنال این شبکه به صورت رایگان قابل دریافت است. مخاطبان و بازار شبکه، خارج از آمریکا و در گسترهٔ جهان است. این شبکه کارکردی مشابه بی‌بی‌سی ورلد نیوز، فرانس ۲۴، دویچه وله، آرتی، سی‌جی‌تی‌ان، ان‌اچ‌کی ورلد، یا الجزیرهٔ انگلیسی دارد.